# 1971년 인도-파키스탄 전쟁
1971년 인도-파키스탄 전쟁(Indo-Pakistani War of 1971)은 인도와 파키스탄 사이에서 1971년 12월에 발발한 전쟁이다. 방글라데시 독립 전쟁(동파키스탄 독립 운동)에 개입한 인도와 파키스탄 양군이 충돌했지만, 전황은 인도에 유리하게 진행되어, 동파키스탄은 1971년 12월 16일에 방글라데시로 독립했다. 1972년 7월 2일, 심라 협정(Simla Agreement)으로 파키스탄이 방글라데시 독립을 승인하였다.

## 같이 보기
- 인도-파키스탄 전쟁